# Выборы в Парламент Кабардино-Балкарской Республики (2019)
Выборы депутатов Парламента Кабардино-Балкарской Республики VI созыва состоялись в Кабардино-Балкарии в единый день голосования 8 сентября 2019 года. Партия «Единая Россия» победила (65,85 %) и получила большинство мест (50 из 70). КПРФ получила 9 мест, «Справедливая Россия» — 7 мест, ЛДПР и РЭП «Зелёные» — по 2.

## Избирательная система
Депутаты Парламента Кабардино-Балкарской Республики избираются на 5 лет по пропорциональной системе.
70 депутатов избираются в едином избирательном округе из партийных списков. Общее число кандидатов в списке должно быть от 35 до 120 человек. Количество кандидатов, не являющихся членами партии, не должно превышать 50 % от всего списка.
Для получения мест партийный список должен преодолеть процентный барьер в 5 %. Если сумма голосов за партии, преодолевшие барьер, составляет менее 50 %, к распределению мандатов поочерёдно допускаются списки, набравшие менее 5 %, пока сумма голосов не превысит 50 %. Если за одну партию отдано более 50 % голосов, а остальные списки набрали менее 5 % голосов, к распределению мандатов допускается партия, которая заняла второе место. Между партиями места распределяются по методу Д’Ондта. Внутри партийных списков мандаты получают в порядке размещения в списке.

## Ключевые даты
- 7 июня Парламент Кабардино-Балкарской Республики назначил выборы на 8 сентября 2019 года (единый день голосования).[2]
- 11 июня
  - постановление о назначении выборов было опубликовано в СМИ.[2]
  - Избирательная комиссия Кабардино-Балкарской Республики утвердила календарный план мероприятий по подготовке и проведению выборов.[2]
- с 11 июня по 10 июля — период выдвижения партийных списков.[2]
  - агитационный период начинается со дня выдвижения и заканчивается и прекращается за одни сутки до дня голосования.[2]
- с 24 июня по 24 июля — период представления документов для регистрации партийных списков.[2]
- с 10 августа по 6 сентября — период агитации в СМИ.[2]
- 7 сентября — день тишины.[2]
- 8 сентября — день голосования.

## Участники
Согласно постановлению избирательной комиссии республики, 6 политических партий имели право выставить списки кандидатов без сбора подписей избирателей:
- Единая Россия
- Коммунистическая партия Российской Федерации
- ЛДПР — Либерально-демократическая партия России
- Справедливая Россия
- Российская экологическая партия «Зелёные»
- Патриоты России

Для регистрации партиям необходимо было собрать от 2672 до 2939 подписей (0,5 % от числа избирателей).
| Номер в бюллетене | Партия                                    | Первые три кандидата в списке                       | Кандидатов в списке | Статус списка          |  |
| ----------------- | ----------------------------------------- | --------------------------------------------------- | ------------------- | ---------------------- |  |
| 1                 | «Гражданская Платформа»                   | Аслан Афаунов Алик Рахаев Андрей Щелоков            | 37                  | зарегистрирован        |  |
| 2                 | «Справедливая Россия»                     | Владимир Кебеков Аслан Бекижев Алисолтан Настаев    | 38                  | зарегистрирован        |  |
| 3                 | Российская экологическая партия «Зелёные» | Сафарбий Шхагапсоев Аслан Алтуев Александр Шевченко | 51                  | зарегистрирован        |  |
| 4                 | «Единая Россия»                           | Казбек Коков Ольга Коротких Анатолий Рахаев         | 115                 | зарегистрирован        |  |
| 5                 | КПРФ                                      | Борис Паштов Лиза Хасаитова Константин Мамбергер    | 71                  | зарегистрирован        |  |
| 6                 | ЛДПР                                      | Владимир Жириновский Владимир Безгодько Тимур Беров | 40                  | зарегистрирован        |  |
|                   |                                           |                                                     |                     |                        |  |
|                   | Коммунистическая партия Коммунисты России | Максим Сурайкин Руслан Хугаев Илья Ульянов          | 90                  | отказано в регистрации |  |
| 1.                |                                           |                                                     |                     |                        |  |

## Опросы
| Дата | Опрос проводил | ЕР            | КПРФ  | ЛДПР | КПКР | СР  | Яблоко | ПР  | Другая партия | Не опреде- лились | Испортят бюлле- тень | Иное |       |     |     |     |     |      |
| ---- | -------------- | ------------- | ----- | ---- | ---- | --- | ------ | --- | ------------- | ----------------- | -------------------- | ---- | ----- | --- | --- | --- | --- | ---- |
| Дата | Опрос проводил | 26—29.03.2019 | ЦИПКР | 39 % | 15 % | 6 % | 2,8 %  | 2 % | Другая партия | Не опреде- лились | Испортят бюлле- тень | Иное | 1,4 % | 1 % | 8 % | 9 % | 3 % | 13 % |

## Результаты
| Партия                           | Партия                           | Голоса  | % голосов | +/-     | Мест | +/- | % мест  | +/-     |
| -------------------------------- | -------------------------------- | ------- | --------- | ------- | ---- | --- | ------- | ------- |
|                                  | «Единая Россия»                  | 238 708 | 65,85 %   | ▲0,57 % | 50   | ▬0  | 60,98 % | ▬0 %    |
|                                  | КПРФ                             | 46 529  | 12,84 %   | ▲1,29 % | 9    | ▲1  | 17,07 % | ▲1,43 % |
|                                  | «Справедливая Россия»            | 37 503  | 10,35 %   | ▼1,16 % | 7    | ▼1  | 2,44 %  | ▼1,43 % |
|                                  | ЛДПР                             | 18 491  | 5,10 %    | ▬0 %    | 2    | ▬0  | 2,44 %  | ▬0 %    |
|                                  | РЭП «Зелёные»                    | 18 387  | 5,07 %    | ▼0,04 % | 2    | ▬0  | 2,44 %  | ▬0 %    |
|                                  |                                  |         |           |         |      |     |         |         |
|                                  | «Гражданская платформа»          | 2233    | 0,62 %    | —       | 0    | —   | 0 %     | —       |
|                                  |                                  |         |           |         |      |     |         |         |
| Действительные бюллетени         | Действительные бюллетени         | 361 851 | 99,82 %   | ▼0,17 % |      |     |         |         |
| Недействительные бюллетени       | Недействительные бюллетени       | 635     | 0,18 %    | ▲0,17 % |      |     |         |         |
| Всего                            | Всего                            | 362 486 | 100 %     | —       | 70   | ▬0  | 100 %   | —       |
|                                  |                                  |         |           |         |      |     |         |         |
| Бюллетени, выданные на участках  | Бюллетени, выданные на участках  | 369 696 | 97,81 %   | ▲0,31 % |      |     |         |         |
| Бюллетени, выданные вне участков | Бюллетени, выданные вне участков | 9490    | 2,19 %    | ▼0,31 % |      |     |         |         |
|                                  |                                  |         |           |         |      |     |         |         |
| Явка                             | Явка                             | 362 955 | 67,23 %   | ▼3,84 % |      |     |         |         |
| Число избирателей                | Число избирателей                | 539 873 | 100 %     |         |      |     |         |         |

## Формирование
19 сентября 2019 года было проведено первое заседание Парламента Кабардино-Балкарской Республики VI созыва. Было сформировано 5 фракций: «Единая Россия» (50 депутатов), КПРФ (9 депутатов), «Справедливая Россия» (7 депутат), ЛДПР и РЭП «Зелёные» (по 2 депутата). Председателем Парламента вновь избрана Татьяна Егорова («Единая Россия»). Заместителями председателя избраны Салим Жанатаев и Мурат Карданов («Единая Россия»).
23 сентября полномочиями члена Совета Федерации — представителя от Парламента КБР повторно наделён Мухарбий Ульбашев («Единая Россия»).
3 октября парламент избрал Казбека Кокова главой республики 15 октября депутаты Парламента одобрили внесённую Коковым кандидатуру Алия Мусукова на должность председателя Правительства Кабардино-Балкарской Республики.
| Депутатские объединения | Депутатские объединения | Членов | Руководитель |
| ----------------------- | ----------------------- | ------ | ------------ |
|                         | Единая Россия           | 50     |              |
|                         | КПРФ                    | 9      |              |
|                         | Справедливая Россия     | 7      |              |
|                         | ЛДПР                    | 2      |              |
|                         | РЭП «Зелёные»           | 2      |              |